# Episodi di Downton Abbey (quinta stagione)
La quinta stagione della serie televisiva Downton Abbey è stata trasmessa sul canale britannico ITV1 dal 21 settembre al 9 novembre 2014. È formata da otto episodi e uno speciale di novanta minuti andato in onda a Natale 2014.
In Italia, la stagione è stata trasmessa in prima visione su La 5 dal 18 ottobre al 15 novembre 2015. I primi due episodi sono stati trasmessi in contemporanea su Mediaset Extra.
La stagione copre il periodo di tempo da febbraio a dicembre 1924.
Il cast principale di questa stagione è formato da Hugh Bonneville, Laura Carmichael, Jim Carter, Raquel Cassidy, Brendan Coyle, Tom Cullen, Michelle Dockery, Kevin Doyle, Joanne Froggatt, Lily James, Robert James-Collier, Allen Leech, Phyllis Logan, Elizabeth McGovern, Sophie McShera, Lesley Nicol, Julian Ovenden, David Robb, Maggie Smith, Ed Speleers, Penelope Wilton.
| nº       | Titolo originale   | Titolo italiano      | Prima TV UK       | Prima TV Italia  |
| -------- | ------------------ | -------------------- | ----------------- | ---------------- |
| 1        | Episode One        | Episodio uno         | 21 settembre 2014 | 18 ottobre 2015  |
| 2        | Episode Two        | Episodio due         | 28 settembre 2014 | 18 ottobre 2015  |
| 3        | Episode Three      | Episodio tre         | 5 ottobre 2014    | 25 ottobre 2015  |
| 4        | Episode Four       | Episodio quattro     | 12 ottobre 2014   | 25 ottobre 2015  |
| 5        | Episode Five       | Episodio cinque      | 19 ottobre 2014   | 1º novembre 2015 |
| 6        | Episode Six        | Episodio sei         | 26 ottobre 2014   | 1º novembre 2015 |
| 7        | Episode Seven      | Episodio sette       | 2 novembre 2014   | 8 novembre 2015  |
| 8        | Episode Eight      | Episodio otto        | 9 novembre 2014   | 8 novembre 2015  |
| Speciale |                    |                      |                   |                  |
| –        | A Moorland Holiday | Vacanze in brughiera | 25 dicembre 2014  | 15 novembre 2015 |

## Episodio uno
- Titolo originale: Episode One
- Diretto da: Catherine Morshead
- Scritto da: Julian Fellowes

### Trama
Febbraio 1924. Mentre Robert e Carson sono irritati dall'elezione di un governo laburista, gli abitanti del villaggio decidono di costruire un memoriale della guerra e chiedono a Carson di presiedere il comitato, ma l'uomo accetta solo a patto che anche Robert venga coinvolto come mentore. Edith fa costantemente visita alla figlia Marigold, cresciuta dal fittavolo Drewe, ma le sue attenzioni non sono apprezzate dalla moglie dell'uomo, che crede che Edith sia interessata al marito; intanto, Lord Merton chiede a Violet di aiutarlo a conquistare Isobel, ma la Lady, resasi conto solo in seguito che il matrimonio di Isobel con Lord Merton le conferirebbe un titolo superiore al suo, cerca di impedirlo.
Contemporaneamente, nei quartieri della servitù, Daisy decide di tornare a studiare matematica, Jimmy è tormentato da innumerevoli lettere della sua ex datrice di lavoro, Lady Anstruther, con la quale aveva avuto una storia, e Thomas minaccia la signorina Baxter di rivelare a Cora il suo passato se non gli dirà cosa nasconda John Bates. Su consiglio di Molesley, però, la Baxter anticipa Thomas e confessa a Cora di essere andata in prigione per aver rubato dei gioielli a una ex datrice di lavoro; grata per la sua sincerità, Cora vuole riflettere sul suo possibile licenziamento e rimprovera Thomas per il suo comportamento.
Per il 34º anniversario di nozze di Robert e Cora, a Downton Abbey viene organizzata una grande festa, alla quale partecipano anche Lord Tony Gillingham, Lady Anstruther, auto-invitatasi, e Sarah Bunting, la maestra diventata amica di Tom, che causa dissenso con le sue idee politiche. Prima di coricarsi, Tony propone a Mary di diventare amanti e lei accetta a patto che rimanga un segreto. Edith causa accidentalmente un incendio in camera propria, ma viene salvata da Thomas, che riesce così a riguadagnare la fiducia di Cora. Nel controllare le camere per avvertire dell'incendio, Robert sorprende Jimmy a letto con Lady Anstruther e chiede a Carson di licenziarlo.
- Altri interpreti: Emma Lowndes (Margie Drewe), Andrew Scarborough (Tim Drewe), Helen Sheals (Signora Wigan), Patrick Brennan (Preside Dawes), Daisy Lewis (Sarah Bunting), Jeremy Swift (Septimus Spratt), Harriet Walter (Lady Shackleton), Douglas Reith (Richard "Dickie" Grey, Barone Merton), Anna Chancellor (Lady Anstruther), Louise Calf (Kitty Colthurst), James Joyce (Ospite a cena).
- Ascolti UK: telespettatori 10 700 000[3]
- Ascolti Italia: telespettatori 271 000 - share 1,08%[4]

## Episodio due
- Titolo originale: Episode Two
- Diretto da: Catherine Morshead
- Scritto da: Julian Fellowes

### Trama
Aprile 1924. Mentre Jimmy lascia Downton, Thomas rivela a Molesley il passato della signorina Baxter, che si rifiuta, però, di raccontare il motivo dietro il furto, lasciando nel dubbio non solo Molesley, ma anche Cora, che è indecisa se licenziarla o meno. Lo storico dell'arte Simon Bricker arriva a Downton per osservare un quadro, accompagnato da Charles Blake, che, ammettendo di essere stato sconfitto da Tony, augura ogni bene a Mary; quest'ultima si sta preparando per trascorrere una settimana con Tony a Liverpool all'insaputa di tutti, a parte Anna, che, con grande imbarazzo, viene mandata in farmacia a comprare un anticoncezionale.
Nel frattempo, Carson e Robert sono in disaccordo sul monumento ai caduti perché il primo concorda con il comitato che vorrebbe realizzare un giardino ricordo nel campo di cricket, mentre il secondo vorrebbe erigere un monumento sulla piazza del villaggio; dopo un incontro con una donna del villaggio e suo figlio, però, Carson ammette che il luogo migliore è il centro del paese. Il signor Drewe incoraggia Edith a vedere di più Marigold e diventare la sua madrina, ma la signora Drewe non ne è entusiasta, mentre la signora Patmore chiede alla signorina Bunting di aiutare Daisy nello studio. Rose vorrebbe che Downton avesse una radio, ma incontra la ferma opposizione di Robert, che si convince solo quando scopre che re Giorgio V terrà un discorso. Poco dopo, il sergente del villaggio informa Carson e la signora Hughes che è comparso un testimone per la morte del signor Green.
- Altri interpreti: Helen Sheals (Signora Wigan), Andrew Scarborough (Tim Drewe), Emma Lowndes (Margie Drewe), Daisy Lewis (Sarah Bunting), Ben Bradshaw (Farmacista), Simon Lawson (Uomo in farmacia), Roberta Kerr (Assistente del farmacista), Douglas Reith (Richard "Dickie" Grey, Barone Merton), Richard E. Grant (Simon Bricker), Naomi Radcliffe (Signora Elcot), Oliver Ashworth (Tecnico radio), Jon Glover (Voce originale di re Giorgio V), Keiran Flynn (Addetto alla reception dell'hotel), Howard Ward (Sergente Willis).
- Ascolti UK: telespettatori 10 460 000[3]
- Ascolti Italia: telespettatori 271 000 - share 1,08%[4]

## Episodio tre
- Titolo originale: Episode Three
- Diretto da: Catherine Morshead
- Scritto da: Julian Fellowes

### Trama
Maggio 1924. Il sergente Willis rivela che una testimone ha sentito Green parlare con qualcuno sul marciapiede prima di morire e che l'uomo aveva detto ai suoi colleghi di essere stato trattato male a Downton, in particolare dai Bates. Willis interroga John e rimane soddisfatto dalle sue risposte, ma Anna è preoccupa che la verità possa venire fuori in qualche modo. Il maggiordomo di Violet vede Mary e Tony lasciare l'hotel di Liverpool e lo dice a Violet, che inventa una scusa per giustificare il fatto che fossero insieme, ma esprime poi a Mary la sua disapprovazione. Cora, invece, convince la Baxter a raccontarle tutta la verità e la donna le confessa di essere stata convinta a rubare i gioielli da un cameriere con il quale lavorava e di cui si era innamorata. Comprendendo il comportamento della donna, Cora le permette di restare.
Intanto, la signora Patmore è abbattuta dal fatto che suo nipote Archie, fucilato per codardia durante la guerra, non sarà incluso tra i nomi del memoriale del suo paese natale e chiede alla signora Hughes di intercedere presso Carson per farlo mettere nel memoriale di Downton, ma Carson rifiuta. Il signor Drewe, invece, chiede a Edith di stare momentaneamente lontana da casa loro perché la moglie è molto irritata dalle sue continue visite. Un costruttore vuole erigere cinquanta case economiche vicino al villaggio, ma Robert non vuole vendere la terra, mentre Cora si reca a Londra a vedere dei quadri con il signor Bricker, che la corteggia. A Downton viene poi organizzato un tè per degli aristocratici russi in esilio, tra i quali c'è il principe Kuragin, che conobbe Violet quando la donna andò in Russia molti anni prima. Anche Tony partecipa al tè per stare con Mary, ma lei inizia a dubitare che lui sia l'uomo giusto.
- Altri interpreti: Augusta Woods (Cameriera dell'hotel), Jeremy Swift (Septimus Spratt), Howard Ward (Sergente Willis), Richard E. Grant (Simon Bricker), Emma Lowndes (Margie Drewe), Andrew Scarborough (Tim Drewe), Daisy Lewis (Sarah Bunting), Christopher Rozycki (Conte Rostov), Rade Šerbedžija (Principe Kuragin).
- Ascolti UK: telespettatori 10 150 000[3]
- Ascolti Italia: telespettatori 330 000 - share 1,35%[5]

## Episodio quattro
- Titolo originale: Episode Four
- Diretto da: Minkie Spiro
- Scritto da: Julian Fellowes

### Trama
Maggio 1924. Violet racconta a Isobel del flirt avuto con il principe Kuragin mentre era in Russia e, dopo aver saputo che l'uomo è stato separato dalla moglie, chiede a Lord Flintshire "Shrimpy", arrivato a Downton dall'India per annunciare alla figlia Rose il suo divorzio, di cercarla; anche Edith, che sente la mancanza di Marigold, chiede a Shrimpy di provare a scoprire che cos'è successo a Michael in Germania, avendo saputo dall'ufficio dell'uomo che stanno processando gli squadristi nazisti. Mary e Tom cercano di convincere Robert del progetto edile, ma l'uomo lo rifiuta perché troppo grande, proponendo invece di costruire loro una quantità più piccola di case che diano lustro al paese. Lord Merton confessa i suoi sentimenti a Isobel, dicendole di essere davvero innamorato di lei, e la donna, presa alla sprovvista, gli promette di pensarci seriamente; Mary, invece, tronca la sua relazione con Tony, che però non accetta la sua decisione.
Il signor Bricker viene nuovamente in visita a Downton, infastidendo Robert, che non apprezza le attenzioni che sta dedicando a Cora; durante la cena, inoltre, Robert ha un violento scontro con Sarah Bunting e le intima di non farsi più vedere in casa sua. La Baxter vede Thomas assumere delle medicine e suggerisce che sia molto malato. Il sergente Willis torna a Downton, raccontando che, mentre era a Londra con Mary, Anna è stata vista andare nel luogo dove è morto il signor Green.
- Altri interpreti: Rade Šerbedžija (Principe Kuragin), Christopher Rozycki (Conte Rostov), Douglas Reith (Richard "Dickie" Grey, Barone Merton), Samantha Bond (Rosamund Painswick nata Crawley), Emma Lowndes (Margie Drewe), James Edginton (Facchino), Catherine Steadman (Mabel Lane Fox), Andrew Scarborough (Tim Drewe), Peter Egan (Hugh "Shrimpie" MacClare, Marchese di Flintshire), Richard E. Grant (Simon Bricker), Daisy Lewis (Sarah Bunting), Howard Ward (Sergente Willis).
- Ascolti UK: telespettatori 10 250 000[3]
- Ascolti Italia: telespettatori 330 000 - share 1,35%[5]

## Episodio cinque
- Titolo originale: Episode Five
- Diretto da: Minkie Spiro
- Scritto da: Julian Fellowes

### Trama
Mentre l'ispettore Vyner di Scotland Yard interroga Mary e Anna sul signor Green, insospettendosi per le loro risposte, Mary informa zia Rosamund dell'affetto che Edith nutre per Marigold e la donna si presenta a Downton, dove propone alla nipote di portare la bambina in Francia, ma Edith respinge la proposta. La signora Patmore eredita del denaro e chiede un consiglio a Carson su come farlo fruttare: lui le suggerisce di investire nell'edilizia e la donna decide di acquistare un piccolo cottage da dare in affitto. Intanto, Sarah Bunting riceve un'offerta di lavoro e lascia il paese, dicendo addio a Tom, mentre Violet trova tracce della principessa Irina Kuragin a Hong Kong, e Rose, durante delle commissioni a York, incontra un giovane, Atticus Aldridge.
Charles Blake invita Mary a Londra per pranzo e le presenta Mabel Lane Fox, la ex fidanzata di Tony, confessandole di avere un piano per farli tornare insieme. Anche Robert, che sta valutando le proposte di vari costruttori per le nuove case, si assenta da Downton, lasciando Cora a ricevere il signor Bricker, che, la sera, entra in camera della donna senza essere stato invitato. Robert, sopraggiunto in anticipo, aggredisce Bricker, cacciandolo da casa propria, e si dimostra freddo nei confronti della moglie, che ritiene in parte colpevole.
- Altri interpreti: Samantha Bond (Rosamund Painswick nata Crawley), Emma Lowndes (Margie Drewe), Andrew Scarborough (Tim Drewe), Daisy Lewis (Sarah Bunting), Louis Hilyer (Ispettore Vyner), Howard Ward (Sergente Willis), Jeremy Swift (Septimus Spratt), Matt Barber (Atticus Aldridge), Douglas Reith (Richard "Dickie" Grey, Barone Merton), Alex McNally (Tassista), Richard E. Grant (Simon Bricker), Rade Šerbedžija (Principe Kuragin), Christopher Rozycki (Conte Rostov), Catherine Steadman (Mabel Lane Fox).
- Ascolti UK: telespettatori 10 390 000[3]
- Ascolti Italia: telespettatori 255 000 - share 0,99%[6]

## Episodio sei
- Titolo originale: Episode Six
- Diretto da: Philip John
- Scritto da: Julian Fellowes

### Trama
Edith apprende che Michael è morto durante il putsch di Monaco ed eredita la casa editrice; distrutta, confida a Tom la sua decisione di andarsene e, dopo aver preso Marigold dai Drewe, parte. La polizia riceve una lettera anonima riguardante il passato della Baxter e torna a Downton per interrogarla: minacciata di tornare in prigione, la donna confessa di avere dei sospetti su John e il signor Green, ma di non esserne sicura. John, intanto, trova i contraccettivi di Mary tra le cose di Anna e la accusa di non volere figli da lui perché crede che sia un assassino, confessandole di sapere che a violentarla fu il signor Green. Le racconta, inoltre, che aveva comprato un biglietto per andare da York a Londra, ma che non l'aveva usato perché sapeva che, se fosse andato, avrebbe ucciso Green sicuramente. Il biglietto del treno ancora integro, bruciato da Mary, avrebbe dimostrato senza ombra di dubbio che non si era recato a Londra. Anna è sollevata di sentire la verità e la coppia si riconcilia.
Thomas, preda di febbri e ascessi, chiede aiuto alla Baxter, che lo porta dal dottore, dove confessa di star seguendo una cura contro la propria omosessualità, ma il dottor Clarkson gli dice che deve accettare ciò che è. Mentre Cora e Robert fanno pace, la signora Patmore, la signora Hughes e Carson visitano il cottage che la signora Patmore ha deciso di acquistare, e Carson propone alla signora Hughes di comprare una casa insieme come soci per quando andranno in pensione. Mary, con un nuovo taglio corto che colpisce i suoi familiari, partecipa a una gara di equitazione insieme a Tony, Mabel e Charles, il cui piano per far tornare insieme i due ex sembra funzionare.
- Altri interpreti: Sue Johnston (Gladys Denker), Rade Šerbedžija (Principe Kuragin), Emma Lowndes (Margie Drewe), Andrew Scarborough (Tim Drewe), Jeremy Swift (Septimus Spratt), Louis Hilyer (Ispettore Vyner), Howard Ward (Sergente Willis), Jamie Bradley (Parrucchiere), Matt Barber (Atticus Aldridge), Catherine Steadman (Mabel Lane Fox), Penny Downie (Rachel Aldridge, Lady Sinderby), James Faulkner (Daniel Aldridge, Lord Sinderby), Matthew Jure (Facchino dell'hotel).
- Ascolti UK: telespettatori 9 870 000[3]
- Ascolti Italia: telespettatori 255 000 - share 0,99%[6]

## Episodio sette
- Titolo originale: Episode Seven
- Diretto da: Philip John
- Scritto da: Julian Fellowes

### Trama
Dopo essere tornata a casa dalla gara di equitazione e aver scoperto della partenza di Edith, l'intera famiglia Crawley si mobilita per trovarla, scoprendo che è andata a Londra. Rosamund e Violet decidono di dire tutta la verità a Cora, ma vengono precedute dalla signora Drewe, venuta a lamentarsi del comportamento di Edith; Cora e Rosamund si accordano per andare a Londra il giorno dopo alla casa editrice e, nel caso vi trovassero la ragazza, di parlarle e convincerla a tornare a Downton. Quella sera Isobel annuncia di aver accettato la proposta di Lord Merton, e Violet, al pensiero che il suo rapporto con la donna cambierà, si rattrista perché ne sentirà la mancanza. Alla cena partecipano anche Atticus Aldridge e i suoi genitori, Lord e Lady Sinderby, che Rose presenta alla famiglia. La signorina Baxter cerca di farsi perdonare dai Bates per aver detto alla polizia dei loro cattivi rapporti con il signor Green e li informa di essere disposta a giurare che il biglietto del treno andato bruciato era intero, ma John è ostile, anche se la donna gli spiega di aver parlato perché era lei stessa in una posizione difficile con la polizia. Intanto, Tony insiste con Charles che Mary lo voglia ancora e quindi l'uomo fa in modo che lui e Mary si bacino in pubblico davanti a Tony e Mabel per chiudere la faccenda. Tony accetta di essere fuori dai giochi e anche Charles annuncia a Mary che sarà all'estero per lavoro per diversi mesi. Cora e Rosamund incontrano Edith e la convincono a portare Marigold a Downton, dicendo che ha deciso di crescerla perché i Drewe non riuscivano a mantenerla, avendo già tre figli. I Crawley organizzano poi una cena con Lord Merton, durante la quale Isobel viene insultata da uno dei due figli dell'uomo, Larry, che afferma che la donna voglia solo il denaro. Anche Atticus partecipa e, a fine serata, chiede a Rose di sposarlo e la ragazza accetta. Durante la notte, il cane di Robert, Iside, muore.
- Altri interpreti: Samantha Bond (Rosamund Painswick nata Crawley), Catherine Steadman (Mabel Lane Fox), Matt Barber (Atticus Aldridge), Penny Downie (Rachel Aldridge, Lady Sinderby), James Faulkner (Daniel Aldridge, Lord Sinderby), Douglas Reith (Richard "Dickie" Grey, Barone Merton), Devon Black (Addetto alla reception), Jeremy Swift (Septimus Spratt), Holly Augustine (Cameriera), Andrew Scarborough (Tim Drewe), Paul Copley (Signor Mason), Ed Cooper Clarke (Timothy "Tim" Grey), Charlie Anson (Larry Grey).
- Ascolti UK: telespettatori 10 770 000[3]
- Ascolti Italia: telespettatori 307 000 - share 1,28%[7]

## Episodio otto
- Titolo originale: Episode Eight
- Diretto da: Michael Engler
- Scritto da: Julian Fellowes

### Trama
Tutti sono a Londra per il matrimonio di Rose e Atticus, ma l'atmosfera è strana perché la madre di Rose, Susan, disapprova che il futuro genero sia ebreo, mentre il padre di Atticus non gradisce che il figlio si sposi con una donna di un'altra religione. Susan, in particolare, si comporta male con tutti, compreso il marito, dal quale sta per ottenere il divorzio; arriva al punto da cercare di sabotare il matrimonio con delle fotografie dalle quali sembra che Atticus abbia passato la notte dell'addio al celibato con una prostituta e informando il padre di Atticus, il giorno delle nozze, del suo imminente divorzio, pratica che l'uomo disapprova. La cerimonia, però, si svolge nonostante tutto. Dopo aver informato i Bates che la persona con cui Green litigò era più bassa di John, l'ispettore Vyner chiama Anna a Scotland Yard e la fa partecipare a un riconoscimento, presentandosi poi nella casa di Londra ad arrestarla.
Nel frattempo, Denker, la cameriera personale di Violet, porta il giovane cameriere Andy, assunto per far fronte al matrimonio di Rose, a giocare d'azzardo in un locale di sua conoscenza dove può avere da bere gratis presentando un novellino che perda molto denaro; Thomas, però, scopre l'accaduto, si unisce a loro e vince i soldi che Andy aveva perso. Robert decide di vendere il Della Francesca per finanziare la costruzione dei cottage, mentre Mary apprende che Tony e Mabel si sposeranno a dicembre; anche il principe Kuragin, nonostante sua moglie sia ancora viva, si dichiara a Violet, dicendole di voler passare il resto della vita con lei. Tom decide di partire per Boston per diventare socio del cugino in un'attività, mentre il memoriale di Downton viene inaugurato insieme a una lapide commemorativa voluta da Robert per il nipote della signora Patmore. Tornando a casa dopo la festa, Robert dice a Cora di essersi reso conto che Marigold è figlia di Michael Gregson.
- Altri interpreti: Sue Johnston (Gladys Denker), Rade Šerbedžija (Principe Kuragin), Louis Hilyer (Ispettore Vyner), Howard Ward (Sergente Willis), Dean Ashton (Signor Evans), Jeremy Swift (Septimus Spratt), Michael Fox (Andrew "Andy" Parker), Peter Egan (Hugh "Shrimpie" MacClare, Marchese di Flintshire), Phoebe Nicholls (Susan MacClare, Marchesa di Flintshire), Penny Downie (Rachel Aldridge, Lady Sinderby), James Faulkner (Daniel Aldridge, Lord Sinderby), Matt Barber (Atticus Aldridge), Sophie Cosson (Prostituta), James Phelips (Cameriere), Catherine Steadman (Mabel Lane Fox), Sarah Crowden (Lady Manville), Darren Machin (Basil Shute), Paul Copley (Signor Mason).
- Ascolti UK: telespettatori 10 440 000[3]
- Ascolti Italia: telespettatori 307 000 - share 1,28%[7]

## Vacanze in brughiera
- Titolo originale: A Moorland Holiday
- Diretto da: Minkie Spiro
- Scritto da: Julian Fellowes

### Trama
Settembre 1924. Lord e Lady Sinderby, suoceri di Rose, invitano i Crawley alla tenuta estiva che hanno affittato per la caccia al fagiano. Gli ospiti si trovano in difficoltà, a maggior ragione quando il maggiordomo snob dei Sinderby, Stowell, oltre a essere scortese con la servitù, non vuole servire Tom e cerca d'ignorarlo. Mary decide di coinvolgere Thomas per dare una lezione a Stowell, facendolo umiliare pubblicamente da Lord Sinderby il quale però non risparmia nemmeno Thomas stesso. Per vendicarsi di Stowell, Thomas finge solidarietà e apprende i segreti della famiglia, facendo arrivare al castello l'ex amante di Lord Sinderby con un figlio illegittimo. Rose salva la situazione fingendo che la donna sia una sua amica, guadagnandosi così il rispetto e la gratitudine del suocero. Robert parla con Edith riguardo a Marigold, dicendole di sapere che è figlia sua; anche Tom confessa di aver capito tutto e accetta di tenere Mary all'oscuro. Intanto, a Downton, Violet riunisce il principe Kuragin con la moglie, mentre Carson e la signora Hughes cercano una pensione da gestire insieme, ma la donna infine gli confessa di non avere soldi da investire nell'acquisto perché li ha usati tutti per pagare le cure per la sorella disabile. Isobel declina invece la proposta di matrimonio di Lord Merton perché non vuole mettersi tra lui e i suoi figli. Per assolvere Anna, John scrive una lettera in cui confessa di aver ucciso il signor Green e sparisce, permettendo che la moglie esca su cauzione, mentre, al ritorno a casa, il Della Francesca viene venduto e Robert acconsente all'assunzione di un nuovo cameriere, Andy. Robert apprende inoltre di avere un'ulcera allo stomaco e accetta di smettere di bere per poter brindare alla festa di Natale.
Arrivato Natale, i Crawley organizzano una grande festa, che serve anche come addio per Tom, che ha trovato lavoro in America e partirà a breve con la figlia. Molesley e la Baxter informano i datori di lavoro di aver mostrato una foto di John nei pub di York e di aver trovato quello in cui l'uomo ha pranzato, dimostrando che non era a Londra quando Green è stato ucciso; Bates fa quindi ritorno e si riunisce ad Anna. Carson dice alla signora Hughes di aver comprato da solo la pensione e le fa una proposta di matrimonio, che la donna accetta.
- Altri interpreti: Matthew Goode (Henry Talbot), Alun Armstrong (Stowell), James Faulkner (Daniel Aldridge, Lord Sinderby), Penny Downie (Rachel Aldridge, Lady Sinderby), Matt Barber (Atticus Aldridge), Sue Johnston (Gladys Denker), Jeremy Swift (Septimus Spratt), Rade Šerbedžija (Principe Kuragin), Douglas Reith (Richard "Dickie" Grey, Barone Merton), Hannah Wood (Sguattera a Brancaster), Jane Lapotaire (Principessa Irina Kuragin), Jonathan Coy (George Murray), Sebastian Dunn (Charlie Rogers), Harry Hadden-Paton (Bertie Pelham), Alice Patten (Diana Clark), Michael Fox (Andrew "Andy" Parker).
- Ascolti UK: telespettatori 7 990 000[3]
- Ascolti Italia: telespettatori 361 000 - share 1,4%[8]